# Promethichthys prometheus
Promethichthys prometheus är en fiskart som först beskrevs av Cuvier 1832.  Promethichthys prometheus ingår i släktet Promethichthys och familjen havsgäddefiskar. Inga underarter finns listade i Catalogue of Life.